# Золушка (фильм, 2015)
«Золушка» (англ. Cinderella, МФА: [ˌsɪnd (ə)ˈrɛlə]) — американский фильм в жанре романтического фэнтези режиссёра Кеннета Браны по сценарию Криса Вайца и производства компаний Walt Disney Pictures, Allison Shearmur Productions, Beagle Pug Films и Kinberg Genre. Это экранизация классической сказки, которая была выведена на большой экран ранее в одноимённом мультфильме 1950 года. Роль Золушки сыграла Лили Джеймс, в состав ансамбля входят Кейт Бланшетт, Ричард Мэдден, Стеллан Скарсгард, Холлидей Грейнджер, Дерек Джекоби и Хелена Бонем Картер.
Разработка фильма началась в мае 2010 года с продюсером Саймоном Кинбергом и сценаристом Алин Брош Маккенной. В августе 2011 года режиссёром стал Марк Романек, но он был уволен к январю 2013 года из-за творческих разногласий с Disney и был заменён Браной, а Вайц был нанят для пересмотра сценария Маккенны. Кастинг начался в ноябре 2012 года, когда Бланшетт стала первым выбранным актёром. Джеймс подписала контракт на главную роль в апреле 2013 года, а остальная часть актёрского состава присоединилась в период с мая по сентябрь 2013 года. Съёмки проходили с сентября по декабрь 2013 года на Pinewood Studios в Бакингемшире, Англия.
Премьера фильма «Золушка» состоялась 13 февраля 2015 года на 65-м Берлинском международном кинофестивале и 13 марта в США компанией Walt Disney Studios Motion Pictures в стандартном формате и IMAX, когда оригинальному мультфильму исполнилось 65 лет. Он заработал более 543 миллионов долларов по всему миру, став самым кассовым фильмом Браны. Фильм получил положительные отзывы от критиков и был номинирован в категориях дизайна костюмов на премии «Оскар», «Выбор критиков» и BAFTA. Фильм также повысил голливудский профиль Джеймс, сделав главную героиню её прорывной ролью. Это также фильм с участием диснеевской принцессы, который имеет самый низкий производственный бюджет и самые положительные отзывы от критиков и зрителей.

## Сюжет
Элла и ее родители живут скромной, но счастливой жизнью, пока мать девочки не заболевает смертельным недугом. Перед своей смертью женщина даёт наставление любимой дочери, она просит её оставаться доброй и храброй, какие бы испытания ей не пришлось пережить. Спустя годы после этой трагедии, отец Эллы снова женится. Его новую возлюбленную зовут леди Тремейн, а её двух дочерей — Дризелла и Анастасия. Вся троица после свадьбы переезжает в дом к главной героине. И вот отец Эллы в очередной раз уезжает по делам — в его отсутствие леди Тремейн раскрывает свою жестокую и ревнивую натуру в полной мере, заставляя падчерицу уступить спальню своим дочерям, а Элле предлагает переселиться на чердак. Когда приходит известие о внезапной смерти супруга в поездке, леди Тремейн увольняет домашний персонал, чтобы сэкономить деньги, и навязывает всю оставшуюся работу истинной наследнице дома. Увидев лицо Эллы, покрытое золой после сна у камина, сводная семья насмешливо нарекает ту «Золушкой».
В порыве всплеска чувств от творящейся несправедливости Элла уезжает в лес, где случайно во время охоты встречает Кита, наследного принца. Парень решает скрыть свой привилегированный статус от незнакомки, и вместо этого говорит ей, что является всего-то подмастерьем, работающим во дворце. После приятного, как Киту так и Золушке, диалога — оба расходятся, хотя Кит остаётся с осознанием, что не успел узнать даже имени своей собеседницы. Отец принца в это же время сталкивается с фактом, что ему, королю, осталось жить недолго, и потому поторапливает сына выбрать принцессу в качестве своей невесты на предстоящем балу. Тем не менее Кит убеждает отца пригласить каждую молодую девушку из их королевства на сие торжество и не имеет значения, какого та титула и обладает ли им вообще, ведь он очень надеется просто снова увидеть ту незнакомку, повстречавшуюся ему в лесу.
В день бала Элла пытается присоединиться к своей сводной семье, чтобы тоже принять участие в торжестве, надевая старое платье своей матери, которое она перешила специально для этого события, но леди Тремейн и Дризелла рвут его в клочья и уходят без Золушки. Та в слезах бежит в сад и встречает старую нищую женщину, которая говорит, что является Крестной феей Эллы. Волшебным образом, превратив тыкву в карету, мышей - в лошадей, ящериц - в лакеев, а гуся - в кучера, фея помимо прочего ещё и рваную одежду Эллы переделывает с помощью магии в прекрасное бальное платье. Напоследок награждая крестницу парой стеклянных туфелек, волшебница предупреждает, что заклинание перестанет действовать с последним ударом часов в полночь. Также благодетельница заколдовывает Эллу, чтобы приемная семья не узнала преобразившуюся родственницу на балу.
На торжестве все присутствующие очарованы Эллой. Она танцует с самим принцем, к большому огорчению Великого герцога, который уже буквально пообещал отдать Кита принцессе Челине из Сарагосы - об этом обещании, подслушивая, узнаёт леди Тремейн. Хоть Золушка и удивлена вскрывшемуся факту, что её знакомый из леса оказывается, принц, они оба продолжают чувствовать себя комфортно друг с другом и это никак не влияет на их взаимную симпатию, возникшую ещё во время первой встречи. Прежде чем Элла смогла произнести Киту своё имя, часы пробивают полночь, и ей приходиться второпях покидать дворец. Убегая, Золушка теряет одну из своих туфелек. Преследуемой Великим герцогом и его людьми, девушке удается сбежать домой до последнего удара часов; заклинание рассеивается, и всё возвращается к своей изначальной форме. Героиня прячет оставшуюся туфельку под половицами чердака-спальни.
Король умирает, но не раньше, чем разрешает своему сыну жениться на Элле. Теперь уже в статусе законного и единственного правителя, Кит выпускает королевскую прокламацию, признаваясь в любви к таинственной девушке с бала, и очень просит в данном документе о том, чтобы та наконец представилась перед ним. Элла спешит достать стеклянную туфельку, дабы подтвердить свою личность, но находит её уже в руках мачехи. Сделав вывод, что Элла - действительно та таинственная незнакомка с бала, леди Тремейн пытается шантажировать падчерицу, ведь ей самой так не терпится сделать себя главой королевской семьи и найти уважаемых мужей для своих дочерей. Однако Золушка отказывается от её предложений, и леди Тремейн разбивает туфельку, запирая бедняжку на чердаке. Она приносит разбитые остатки туфельки Великому герцогу, который соглашается сделать ее графиней и обеспечить браки для дочерей в обмен на то, чтобы держать разыскиваемую принцем девушку взаперти.
Великий герцог и капитан стражи ведут поиск таинственной особы, примеряя туфельку каждой девушке в королевстве, но она никому не подходит. В поместье Тремейн обувь сводным сестрам тоже оказывается не по размеру. Тут компания искателей уже готовится к отъезду, как вдруг слышит голос поющей Эллы на чердаке. Великий герцог поторапливает всех уйти, но Кит, который тайно сопровождал группу, настаивает на проведении расследования ввиду новооткрывшихся обстоятельств. Когда туфелька подходит найденной взаперти девушке, всё становится на свои места и принц наконец воссоединяется со своей возлюбленной. Уходя из дома вместе с ним, Элла всё же прощает натворившую дел мачеху. Вскоре после этого леди Тремейн, ее дочери и Великий герцог навсегда покидают королевство.
Возлюбленные женятся и становятся королем и королевой , которых любит их народ.

## В ролях
- Кейт Бланшетт — Леди Тремейн, горькая и ревнивая мачеха Эллы, которая обижается на свою падчерицу за её нерушимый дух и доброту. Бланшетт описала своего персонажа как «женщину, которая пыталась начать свою жизнь заново и сильно ревнует к глубокой привязанности, которую её новый муж испытывает к своей дочери, Золушке. Она не такая красивая, добрая и не такая хорошая, как Золушка. Когда отец Золушки умирает, финансовое давление, паника и ревность растут… вот что делает ее злой»[6]. Бланшетт снялась в фильме «Управляя полётами» с Анджелиной Джоли, которая сыграла Малефисенту в одноимённом фильме. И леди Тремейн, и Малефисента были озвучены Элинор Одли в оригинальных мультфильмах.
- Лили Джеймс — Элла, также известная как Золушка, волевая и добросердечная девушка, которую сводная семья заставляла стать горничной в собственном доме. Джеймс описала её характер как «доброго, хорошего человека, который способен быть счастливым в жестокой среде, и это её суперсила… Я думаю, что мы должны, чтобы пройти через жизнь, которая может отбросить нас. Я думаю, что удивительно в Элле то, что она всегда лучшая версия себя»[7].
  - Элоиза Уэбб — 10-летняя Элла.
- Ричард Мэдден — принц Кит, скромный и благородный будуший король, который влюбляется в Эллу, несмотря на свой долг жениться на принцессе ради блага своего королевства. Мэдден описал своего персонажа как «кого-то, у кого было чувство юмора, кто знаёт о своей привилегии и кто сочувствует всем вокруг себя»[8].
- Хелена Бонем Картер — Фея-крёстная, глупая, но заботливая волшебница, которая помогает Элле добраться до бала. Она также выступает в качестве рассказчицы фильма. Кастинг Бонем Картер — дань уважения Верне Фелтон, которая озвучила персонажа в оригинальном мультфильме, а также Даму червей в «Алисе в Стране чудес», которую Бонем Картер сыграла в фильме 2010 года и сиквеле.
- Нонсо Анози — главнокомандующий, саркастический, но верный лучший друг и доверенное лицо Кита. Анози описал своего персонажа как «кого-то, кто немного является примером для подражания и кого-то, кто болеет за него [Кита], чтобы получить то, что он хочет»[9].
- Стеллан Скарсгард — эрцгерцог, сомнительный и расчётливый королевский функционер, который стремится к процветанию королевства с помощью сомнительных действий. В отличие от своего анимационного аналога, эта версия персонажа изображена в более антагонистическом свете. Скарсгард описал своего персонажа как человека, который «управляет шоу, очень прагматичный и не одобряет абсолютно глупую идею о том, что любой человек должен жениться по любви, включая принца»[10].
- Софи Макшера и Холлидей Грейнджер — Дризелла и Анастасия Тремейн, тщеславные и поверхностные биологические дочери леди Тремейн и сводные сёстры Эллы. Макшера описала их персонажей как «довольно мерзких, но мы выглядим нелепо, поэтому иногда вы не можете не жалеть нас», а Грейнджер уточнила, что «они оба так нуждаются и так сильно смотрят на свою мать, что у них нет самооценки, которая проявляется в ревности и эгоизме, направленных на Золушку»[10].
- Дерек Джекоби — король, строгий, но любящий отец Кита, который хочет, чтобы он женился как для его блага, так и для блага королевства. Джекоби описал своего персонажа как «очень традиционного в том, что он хочет, чтобы его сын унаследовал безопасное и надёжное королевство, что означает, что ему нужно вступить в взаимовыгодный брак»[10].

В фильме также участвуют Бен Чаплин и Хэйли Этвелл в роли биологических родителей Эллы. Кроме того, Роб Брайдон сыграл мастера Финея, королевского художника. Яна Перес сыграла принцессу Челину из Сарагосы, нежелательную невесту Кита, на которой великий герцог хочет, чтобы он женился. Алекс Маккуин сыграл королевского Крикера. Том Эдден и Гарет Мейсон сыграли ящерицу Локта и гуся Тренера, человеческих обликов животных Эллы. Пол Хантер сыграл Джона, фермера, который работает на семью Эллы. Джошуа Макгуайр сыграл дворцового чиновника.

## Производство

### Разработка

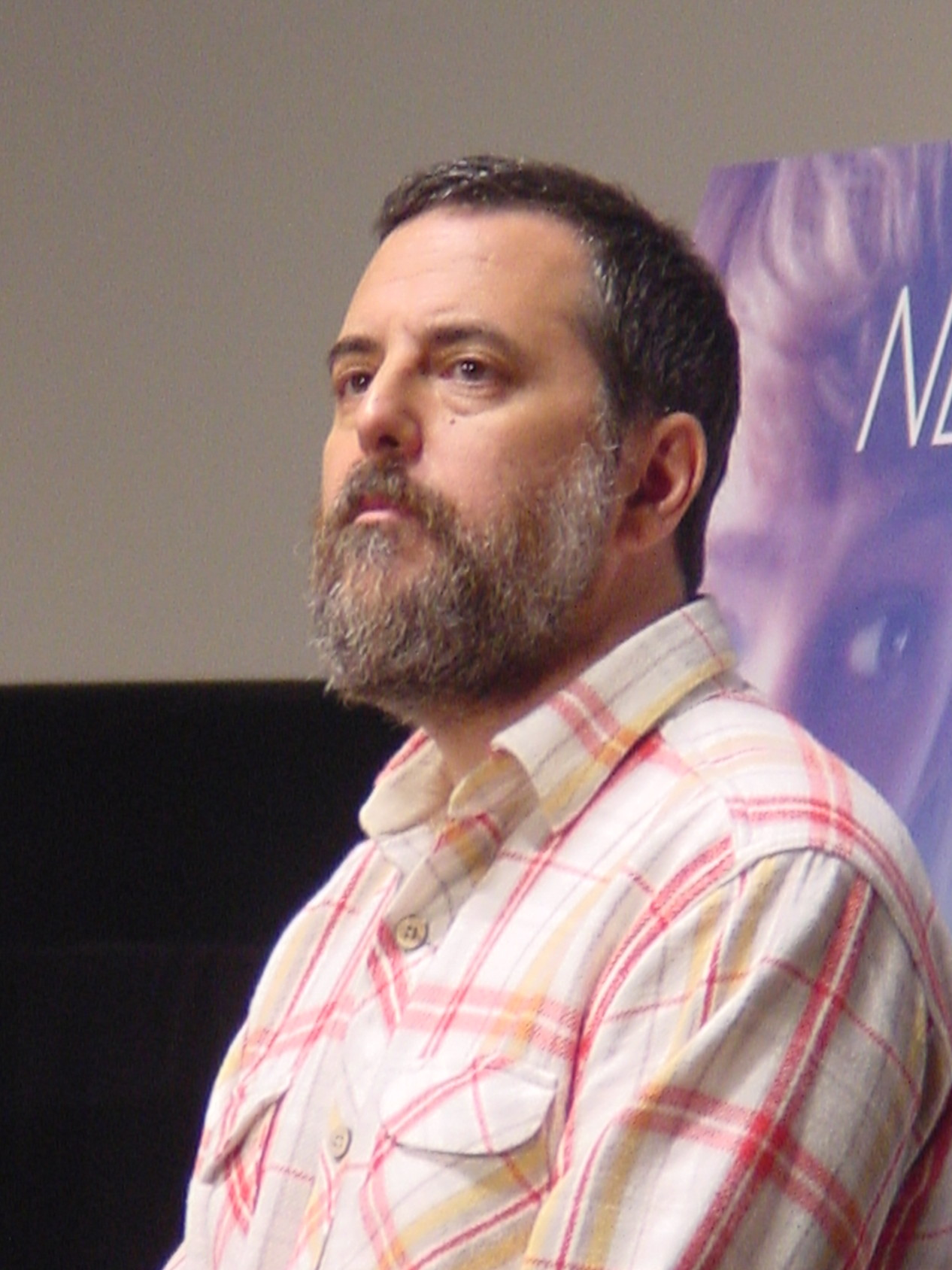
Марк Романек был режиссёром фильма с августа 2011 года по январь 2013 года.

Walt Disney Pictures начала разработку игровой экранизации сказки Шарля Перро «Золушка» в мае 2010 года, после кассового успеха фильма «Алиса в Стране чудес». Студия заключила сделку с Алин Брош Маккенной и Саймоном Кинбергом, которые были назначены сценаристом и продюсером соответственно. По словам Шона Бейли, председатель студии Алан Ф. Хорн хотел сделать фильм «определённой „Золушкой“ для будущих поколений» и сказал ему, что если ему нужно «потратить немного больше, потратьте их, чтобы убедиться, что это делается для капсулы времени».
Первоначальные черновики Маккенны были «дерзкими» для сюжета, принц был подготовлен к политически устроенному браку, пока он не встретил Золушку, переделанный в рыцаря которого Маккенна описал как «кого-то, кто учится идти за тем, чего хочет». По сути, она расстается с принцем и должна найти дорогу обратно к нему, но это сложнее. Она очень активна и независима». Однако идея была отклонена, так как студии нужен был более «узнаваемый» подход к сюжету.
В августе 2011 года для режиссуры был нанят Марк Романек, Крис Вайц был привлечён для пересмотра сценария Маккенны в феврале 2012 года. Романек руководил проектом в течение пятнадцати месяцев, представляя себе фильм, который был бы похож на «„Барри Линдона“, но с магией». В январе 2013 года сообщалось, что Романек покинул проект из-за творческих разногласий с Disney, так как его видение фильма было мрачным, чем хотела студия. Однако позже он уточнил, что не покинул проект добровольно, а был уволен, когда в Disney произошла смена руководства. Позже, Кеннет Брана объявил, что он займёт должность режиссёра, и к апрелю 2013 года Эллисон Шермур и Дэвид Баррон были наняты в качестве продюсеров.

### Кастинг
В ноябре 2012 года Deadline Hollywood сообщил, что Кейт Бланшетт вела глубокие переговоры, чтобы сыграть леди Тремейн. Она была первой актрисой, подписавшей контракт на проект и, по словам Ширмура, всегда была единственным выбором для этой роли. Несколько дней спустя Сирша Ронан, Алисия Викандер и Габриэлла Уайлд, как сообщалось, прослушивались на роль Золушки, а также Имоджен Путс. К февралю 2013 года Эмма Уотсон начала переговоры о получении главной роли, но сделка в конечном итоге не сработала. Позже, после того, как она была выбрана на роль Белль в ремейке мультфильма «Красавица и Чудовище» (1991), режиссёра Билла Кондона, Уотсон уточнила, что она отказалась, потому что персонаж Золушки не резонировал с ней. К апрелю 2013 года Белла Хиткот, Лили Джеймс и Марго Робби прослушивались на главную роль, роль получила Джеймс. Изначально она прослушивалась на роль Анастасии, прежде чем кастинг-директор предложил ей попробовать себя в роли Золушки. В следующем месяце Ричард Мэдден был выбран на роль принца Кита.
К июню 2013 года Холлидей Грейнджер должна была сыграть Анастасию, и несколько дней спустя Софи Макшера, которая ранее снялась с Джеймсом в сериале ITV «Аббатство Даунтон», вела переговоры о роли Дризеллы. Кастинг Макшеры был подтверждён позже в том же месяце, а Хелена Бонэм Картер, которая ранее работала с Браной в фильмах «Франкенштейн Мэри Шелли» и «Теория полёта», была выбрана на роль феи-крёстной. Как и Бланшетт, Бонэм Картер была первым и единственным выбором для своей роли. В следующем месяце Стеллан Скарсгард, который ранее работал с Браной в фильме «Тор», подписал контракт, чтобы сыграть эрцгерцога, в августе 2013 года Хейли Этвелл получила роль матери Золушки. В сентябре 2013 года, когда начались съёмки, The Walt Disney Studios объявила о выборе частого сотрудника Браны Дерека Джекоби в роли короля и Нонсо Анози в роли главнокомандующего.

### Костюмы
Трёхкратный оскароносный дизайнер по костюмам Сэнди Пауэлл отвечала за костюмы фильма. Пауэлл начала работать над концепциями образа персонажей почти за два года до начала съёмок летом 2013 года. Пауэлл сказала, что она стремилась к облику «фильма XIX века, снятого в 1940-х или 1950-х годах».
Для Феи-крёстной Пауэлл сделала серьёзный отход от мультфильма 1950-х годов, подарив актрисе Хелене Бонэм Картер роскошное белое бальное платье с крыльями феи, пышными рукавами и очень большой юбкой. Под юбкой также были батарейные фонари, которые, по словам Картер, вызывали проблемы при съёмке сцен, так как батареи довольно быстро разряжались. Для мачехи и сводных сестер у Пауэлл было очень чёткое представление о внешности; «Они должны быть совершенно нелепыми снаружи — совсем немного и преувеличенными — и уродливыми внутри». Силуэт принца пришёл из оригинальной анимации, однако она создала более приталенный образ и менее мужественные цвета. Некоторые костюмы принца были окрашены, чтобы подчеркнуть глаза Мэддена
Бальное платье было вдохновлено оригинальным мультфильмом в его цвете и форме; «Платье должно было выглядеть прекрасно, когда она танцует и убегает из бала. Я хотела, чтобы она выглядела так, будто плавала, как акварельная картина». Платье было сделано из более чем дюжины тонких слоёв ткани, корсета и юбки. Было разработано 9 версий платья Золушки, каждая из которых с более чем 270 ярдов ткани и 10 000 кристаллов. На изготовление каждого платья потребовалось 18 портных и 500 часов.
Свадебное платье было еще одним сложным проектом. «Создание свадебного платья было сложной задачей. Вместо того, чтобы пытаться сделать что-то ещё лучше, чем бальное платье, мне пришлось сделать что-то совершенно другое и простое… Я хотела, чтобы весь эффект был эфемерным и прекрасным, поэтому мы пошли с экстремальным лифом с длинным поездом», - сказала Пауэлл. Потребовалось 16 человек и 550 часов, чтобы закончить платье из шёлковой органзы, расписанное вручную. Пока съёмочная группа снимала Джеймс в платье, актриса стояла слишком близко к электрическому обогревателю, и платье загорелось; верхний слой платья пришлось переделать, потому что было создано только одно свадебное платье из-за временных и бюджетных ограничений.
Для стеклянной туфельки Пауэлл черпала вдохновение из обуви 1950-х годов, которую она видела в музее. Поскольку стекло не сверкает, они решили использовать кристалл. Swarovski сотрудничала с Disney, чтобы сделать знаменитую обувь. Пауэлл отправилась непосредственно в штаб-квартиру Swarovski в Австрии, чтобы встретиться с производителями продукции. Потребовалось 6 цифровых визуализаций обуви, пока они не нашли подходяшую для фильма. Swarovski сделала восемь пар хрустальных туфель для фильма, хотя ни одна из них не была пригодна для ношения. Следовательно, кожаные туфли, которые Джеймс носила на съемочной площадке, должны были быть в цифровом виде изменены в кристалл. Наряду с туфелькой, Swarovski предоставила более 7 миллионов кристаллов, которые использовались в костюмах, и 100 тиар для сцены бала.

### Съёмки
Съёмки фильма начались 23 сентября 2013 года. Фильм был снят на Pinewood Studios в Бакингемшире, Англия, и в различных других местах, включая Хэмптон-корт, Бленхеймский дворец, Виндзорский замок, Кливден, Старый Королевский военно-морской колледж и Чёрный парк. Хотя королевский дворец в основном создан на компьютере, он был смоделирован по образцу Цвингера в Дрездене, Германия.

### Постпроизводство
Постпроизводство началось в декабре 2013 года и было завершено в августе 2014 года. Готовый фильм получил рейтинг PG за «мягкие тематические элементы» от Ассоциацией кинокомпаний. В Великобритании фильм получил рейтинг U за «очень мягкие сцены эмоционального расстройства» от Британского совета по классификации фильмов.

## Музыка
7 июня 2013 года в новостях подтвердили, что композитор Патрик Дойл напишет музыку к фильму, при этом музыка будет делать акцент на романтику. Ранее Дойл писал музыку к нескольким фильмам Браны, в том числе к фильмам «Гамлет» и «Тор». Он также писал музыку к мультфильму «Храбрая сердцем». Дойл записал музыку к фильму с Лондонским симфоническим оркестром под управлением Джеймса Ширмана в Air Lyndhurst Studios в Лондоне.
Саундтрек дебютировал на 60-м месте в чарте Billboard 200, было продано 8000 копий в первую неделю.

## Маркетинг
Первая официальная презентация фильма состоялась на трёхдневной выставке Disney D23 Expo в августе 2013 года. Фильм был показан на CinemaCon в Лас-Вегасе, Невада, в марте 2014 года, где был показан тизер, показывающий, как Золушка слышит о смерти своего отца, встречу с принцем во время поездки по лесу, бальное платье её матери, разорванное её приёмной семьей, и комичная сцена, где Фея-крёстная превращает тыкву в карету.
Первый официальный трейлер вышел 15 мая 2014 года. В минутном тизере, который не включает никаких кадров из фильма, на чёрном фоне раскрываются сверкающие стеклянные туфли. Второй официальный трейлер - продолжительностью 2,5 минуты и содержащий кадры из фильма — дебютировал 19 ноября 2014 года на Good Morning America, за два дня вышел 15-секундный предпросмотр. За первые 24 часа трейлер набрал 4,2 миллиона просмотров на YouTube и 33 миллиона на Facebook, это самый высокий показатель среди всех фильмов Disney в истории, за исключением релизов Marvel Studios. Официальный плакат фильма также был выпущен 19 ноября с Джеймс в роли Золушки, созданный Энни Лейбовиц. Disney выпустила международный трейлер 16 декабря 2014 года. Новый трейлер вышел 1 января 2015 года. 11 февраля 2015 года Disney выпустила финальный трейлер фильма.

### Новелизация
Новелизация фильма, написанная Элизабет Рудник, была опубликована издательством Disney Publishing Worldwide 27 января 2015 года.

## Выход

### В кинотеатрах
Мировая премьера фильма состоялась 13 февраля 2015 года на 65-м Берлинском международном кинофестивале, и 13 марта 2015 года в США. В театральном плане он сопровождался короткометражным мультфильмом Walt Disney Animation Studios «Холодное торжество». 10 февраля 2015 года IMAX Corporation и Disney объявили о планах сделать цифровой ремастеринг фильма в формате IMAX и выпустить его в кинотеатрах IMAX по всему миру в запланированную дату выхода.

### Выход на видео
Walt Disney Studios Home Entertainment выпустила фильм на Blu-ray, Digital HD, DVD и «Disney Movies Anywhere» 15 сентября 2015 года. Дополнительными материалами Blu-ray являются альтернативное началр, короткометражный фильм «Холодное торжество» и следующие: «Постановка бала», «Пушистые друзья Эллы», «Волшебная сказка становится явью» и «Веселье в примерочной». Пять удалённых сцен с вступлением Кеннета Браны включены только на Disney Movies Anywhere. Фильм дебютировал на втором месте в чартах продаж домашнего видео после «Форсажа 7». 25 июня 2019 года фильм был выпущен на 4K Blu-ray.
В октябре 2014 года было объявлено о лицензионном соглашении между Disney и Turner Broadcasting, по которому премьера фильма состоится весной 2017 года в пакете кабельных сетей Turner (включая TBS и TNT). Премьера фильма состоялась на канале TBS 13 августа 2017 года. Премьера фильма также состоялась на канале Disney Channel 14 августа 2018 года. Фильм вышел в эфир на программном блоке ABC Wonderful World of Disney 19 января 2021 года.

## Восприятие

### Кассовые сборы
Фильм заработал 201,2 миллиона долларов в США и Канаде и 342,3 миллиона долларов на других территориях, в общей сложности 543,5 миллиона долларов по всему миру при бюджете в 95 миллионов долларов. Это двенадцатый кассовый фильм 2015 года. Когда фильм вышел, он заработал 132 миллиона долларов по всему миру и 9 миллионов долларов с показов IMAX. Deadline Hollywood подсчитал чистую прибыль фильма в размере 164,77 миллионов долларов, что составляет производственные бюджеты, маркетинг, участие талантов и другие расходы; кассовые сборы и доходы от домашнего видео поставили его на восьмое место в списке «Самых ценных блокбастеров» 2015 года.
В США и Канаде фильм вышел в 3845 кинотеатрах и заработал 23 миллиона долларов. В пятницу валовая прибыль фильма включала 2,3 миллиона долларов в показов ночью. Он превзошёл ожидания в первый уик-энд, заработав 67,9 миллионов долларов, включая рекордные 5 миллионов долларов с 358 кинотеатров IMAX, и стал самым кассовым 2D-выходом Disney с рейтингом PG за всё время. Это крупнейший выход режиссёра Кеннета Браны в его карьере (побив рекорд «Тора»), четвёртый по величине выход Disney в марте, также был седьмым по величине выходом в марте в целом (без учёта инфляции). Аудитория в первые выходные состояла из 66% женщин, 66% семей, 26% взрослых, 8% подростков, 31% в возрасте до 12 лет и 9% 50 лет и старше. Фильм в первую неделю заработал 87,55 миллионов долларов. В второй уик-энд сборы упали на 49%. Падение было между двумя предыдущими фэнтезийными фильмами Disney, «Оз: Великий и Ужасный» (48%) и «Малефисента» (51%). В Северной Америке фильм стал девятым кассовым фильмом 2015 года.
За пределами Северной Америки кассовые аналитики прогнозировали выход на сумму до 60 миллионов долларов. Фильм дебютировал за пределами Северной Америки в тот же уик-энд и заработал около 62,4 миллиона долларов в 31 стране, включая 4 миллиона долларов из кинотеатров IMAX. Он был в прокате в прокате в течение двух непоследовательных уик-эндов. Он вышел в Китае и заработал 25 миллионов долларов, что является крупнейшим мартовским выходом в стране, в России — 7,3 миллионов долларов. Выход в этих двух странах считался впечатляющим, учитывая, что обе страны известны своей страстью к 3D-фильмам, а не к 2D. Другие кассовые выходы произошли в Великобритании, Ирландии и Мальте (5,6 миллионов долларов), Мексике (5 миллионов долларов), Японии (4,8 миллионов долларов), Франции (3,3 миллионов долларов) и Бразилии (3,7 миллионов долларов). В Австралии, где дата выхода совпадала с Финалом Чемпионата мира по крикету, ему удалось заработать 3,4 миллионов долларов. В Италии фильм заработал 4,6 миллиона долларов и лидировал три уик-энда подряд. Он также был в топе японских кассовых сборов в течение пяти уик-эндов подряд. Он стал вторым кассовым фильмом Disney в Китае, после «Пиратов Карибского моря: На странных берегах» и на Филиппинах, после «Малефисенты». В общей прибыли его крупнейшими рынками за пределами США и Канады являются Китай (71,1 миллионов долларов), Япония (46 миллионов долларов) и Великобритания, Ирландия и Мальта (29,2 миллионов долларов).

### Отзывы критиков
Фильм получил положительные отзывы от критиков. На Rotten Tomatoes фильм имеет рейтинг 84% на основе 258 отзывов, со средней оценкой 7,2 из 10. Консенсус сайта гласит: «Освежающе традиционная в эпоху ревизионистов, „Золушка“ Кеннета Браны доказывает, что Disney не потеряла ничего из своей старомодной магии». Metacritic присвоил фильму рейтинг 67 из 100, основанный на 47 критиках, что указывает на «в целом благоприятные» отзывы. Аудитория, опрошенная CinemaScore, дала фильму оценку «A» по шкале от A+ до F.
Дэвид Руни из The Hollywood Reporter написал рецензию на Берлинском кинофестивале и похвалил спецэффекты, сценарий и игру Бланшетт и сказал, что «любой, кто ностальгирует по детским мечтам о превращении, найдёт что-то, чем можно наслаждаться в поднимающем настроение фильме, который вкладывает тёплые чувства в универсальные темы потери и стойкости, опыта и зрелости». Питер Дебрюг их Variety сказал: «Всё это немного квадратно, очень очаровающиее, но не хватает треса „Зачарованной“ или „Принцессы-невесты“. Но хотя эта „Золушка“ никогда не сможет заменить анимационную классику Disney, она тоже не уродливая сводная сестра, а достойный компаньон». Гай Лодж из The Guardian дал фильму 3 звезды из 5 и сказал: «Хотя, возможно, было бы неплохо увидеть, как новая модель „Золушки“ следует за прогрессивной, квазифеминистской главной ролью „Холодного сердца“, назойливый, сохранённый в янтаре романтизм фильма является его очарованием» Скотт Мендельсон из Forbes восхищался визуальными эффектами и производственным дизайном фильма и считал дизайн костюмов достойным «Оскара», добавив, что «с акцентом на сочувствие и расширение прав и возможностей, „Золушка“ Уолта Диснея является лучшим фильмом на сегодняшний день в поджанре „превращения нашей анимационной классики в блокбастер“»..
Ричард Корлисс из журнала Time сказал, что «Золушка» Браны успешно обновляет и оживляет «непродуманный» анимационный фильм Disney, и похвалил расширенную Эллу, визуальные эффекты и игру Бланшетт. Кэти Уолдман из Slate также посчитал фильм похвальным и подлинным обновлением, которое не подрывает его героиню, сохраняя при этом его классическое великолепие и очарование. Джо Моргенштерн из The Wall Street Journal похвалил игру Джеймс и Бланшетт, декорации, костюмы и минимальные цифровые эффекты, а также режиссуру Браны, заявив, что он «задаёт тон пышно устойчивой фантазии, которая часто трогает, часто остроумная, редко тусклая, почти свободна от самокомментирования и полностью свободна от иронии». Клаудия Пуиг из USA Today похвалил выступления вместе с Браной и сценаристом Крисом Вайцем за то, что они «закрепили эту романтическую сказку искренностью среди ослепления». Бетси Шарки из Los Angeles Times похвалил выступления Бланшетт и Джеймс и описал фильм как «поэтически, если не пророчески, воображаемую сказку», которая преуспевает благодаря своей серьёзности, юмору, отсутствию современных претензий и «единственному фокусу» Браны. Лоуренс Топпман из The Charlotte Observer сказал: «Эта версия имеет больше психологической глубины, чем обычно, и отвечает на вопросы, которые, возможно, всегда были у нас. „Золушка“ Браны делает что-то чрезвычайно редкое среди сказочных экранизаций: она не оставляет ничего, что мы хотим, и не добавляет ничего, чего мы не хотим». Отмечая религиозные темы и символы фильма, культурный комментатор Роберт Баррон написал, что благодаря традиционному рассказу Браны «он позволяет появится духовному — действительно особенно христианскому — характеру сказки».
Фильм занял первое место в списке ремейков Disney от TheWrap, второе в списке Variety, третье в списке Rotten Tomatoes и первое в списке Polygon.
После выхода и провала ремейка мультфильма «Белоснежка и семь гномов» через 10 лет после выхода фильма, многие заявили, что фильм установил стандарт для ремейков Disney из-за его сильного повествования и развития персонажей, визуального зрелища и производственного дизайна (который включает ограниченное использование компьютерных эффектов), исключительного кастинга, который является больше, чем просто ремейком, и подхода режиссёра Кеннета Браны по сочетанию классического и коммерческого кинопроизводства, жанра и сосредоточения внимания на играх актёров, а другие заявили, что это единственный ремейк Disney, который сработал.

### Награды и номинации
| Премия                                               | Дата церемонии    | Категория                                                         | Получатель(и)                                 | Результат | Примечания      |
| ---------------------------------------------------- | ----------------- | ----------------------------------------------------------------- | --------------------------------------------- | --------- | --------------- |
| Teen Choice Awards                                   | 16 августа 2015   | Выбор фильма — Научная фантастика/Фэнтези                         | «Золушка»                                     | Номинация | [ 122 ]         |
| Teen Choice Awards                                   | 16 августа 2015   | Выбор актрисы: Научная фантастика/Фэнтези                         | Лили Джеймс                                   | Номинация | [ 122 ]         |
| World Soundtrack Awards                              | 24 октября 2015   | Лучшая музыка к фильму года                                       | Патрик Дойл                                   | Номинация | [ 123 ]         |
| Hollywood Film Awards                                | 1 ноября 2015     | Художник по костюмам года                                         | Сэнди Пауэлл                                  | Номинация | [ 124 ]         |
| Hollywood Music in Media Awards                      | November 11, 2015 | Оригинальная музыка — фэнтезийный фильм                           | Патрик Дойл                                   | Номинация | [ 125 ]         |
| Washington D.C. Area Film Critics Association Awards | 7 декабря 2015    | Лучшая художественное направление                                 | Данте Ферретти и Франческа Ло Скьяво          | Номинация | [ 126 ]         |
| Ассоциация кинокритиков Сент-Луиса                   | 21 декабря 2015   | Лучшая художественное направление                                 | Данте Ферретти                                | Номинация | [ 127 ]         |
| Capri Hollywood Film Festival Awards                 | 2 января 2016     | Лучий костюм                                                      | Сэнди Пауэлл                                  | Победа    | [ 128 ]         |
| People’s Choice Awards                               | 2 января 2016     | Любимый семейный фильм                                            | «Золушка»                                     | Номинация | [ 129 ]         |
| Выбор критиков                                       | 17 января 2016    | Лучший дизайн костюмов                                            | Сэнди Пауэлл                                  | Номинация | [ 130 ]         |
| Премия Лондонской ассоциации кинокритиков            | 17 января 2016    | Техническое достижение                                            | Сэнди Пауэлл (костюмы)                        | Номинация | [ 131 ]         |
| Гильдия арт-директоров                               | 31 января 2016    | Превосходство в производственном дизайне для фэнтезийного фильма  | Данте Ферретти                                | Номинация | [ 132 ]         |
| BAFTA                                                | 14 февраля 2016   | Лучший дизайн костюмов                                            | Сэнди Пауэлл                                  | Номинация | [ 133 ]         |
| Make-Up Artists and Hair Stylists Guild Awards       | 20 февраля 2016   | Полнометражный фильм: Лучшая причёска для периода и/или персонажа | Кэрол Хемминг, Орла Кэрролл и Вакана Йошихара | Победа    | [ 134 ]         |
| Make-Up Artists and Hair Stylists Guild Awards       | 20 февраля 2016   | Полнометражный фильм: Лучший грим периода и/или персонажа         | Наоми Донн и Норма Уэбб                       | Номинация | [ 134 ]         |
| Спутник                                              | 21 февраля 2016   | Лучшая работа художника-постановщика                              | Данте Ферретти                                | Номинация | [ 135 ]         |
| Спутник                                              | 21 февраля 2016   | Лучший дизайн костюмов                                            | Sandy Powell                                  | Номинация | [ 135 ]         |
| Премия Гильдии художников по костюмам                | 23 февраля 2016   | Лучший дизайн костюмов в фэнтези-фильме                           | Sandy Powell                                  | Номинация | [ 136 ]         |
| Оскар                                                | 28 февраля 2016   | Лучший дизайн костюмов                                            | Sandy Powell                                  | Номинация | [ 137 ]         |
| Kids’ Choice Awards                                  | 12 марта 2016     | Любимый фильм                                                     | «Золушка»                                     | Номинация | [ 138 ]         |
| Kids’ Choice Awards                                  | 12 марта 2016     | Любимая актриса                                                   | Лили Джеймс                                   | Номинация | [ 138 ]         |
| Кинопремия журнала Empire                            | 20 марта 2016     | Лучший дизайн костюмов                                            | Сэнди Пауэлл                                  | Номинация | [ 139 ]         |
| Золотой трейлер                                      | 4 мая 2016        | Лучшая анимация/семейный трейлер                                  | «Золушка»                                     | Номинация | [ 140 ]         |
| Сатурн                                               | 22 июня 2016      | Лучший фэнтези-фильм                                              | «Золушка»                                     | Победа    | [ 141 ] [ 142 ] |
| Сатурн                                               | 22 июня 2016      | Лучший дизайн костюмов                                            | Сэнди Пауэлл                                  | Номинация | [ 141 ] [ 142 ] |